# Бастардо магарацький (вино)
Баста́рдо магара́цький — десертне червоне марочне вино, яке виготовляється з винограду сорту Бастардо магарацький вирощуваного на Південному березі Криму. Виробник — Інститут виноградарства і виноробства «Магарач». Станом на 1986 рік вино було удостоєне 6 золотих, 2 срібних медалей.
Колір вина темно-рубіновий або темно-гранатовий. Вміст спирту 14 % об., цукор 21 г/100 см3, титруєма кислотність 5—6 г/дм3.

## Винотовлення
Для вироблення вина виноград збирають при цукристості не нижче 24 %, дроблять з гребневідділенням. Мезгу сульфітують до 100—150 мг/дм3 і настоюють 2—3 доби. 50 % мезги нагрівають до 40 °—50 °С, охолоджують і пресують разом з рештою мезги. Відбирають сусло-самоплив і фракцію першого чавлення. Після зброджування 2 г/100 см3 цукру сусло спиртують до 15 % об. спиртованим виноматеріалом, що містить не менше 10—15 г/100 см3 цукру і 40—50 % об. спирту, заготовленим в попередньому сезоні виноробства з цього ж сорту винограду.
Вино витримують у дубовій тарі 3 роки. На 1-му році витримки вино піддають тепловій обробці протягом 2—3 тижнів при температурі 30 °—35 °С без доступу повітря. На 2-му році проводять два відкриті переливання, на 3-му — одне закрите.